# Albotele, Argeș
Albotele este un sat în comuna Priboieni din județul Argeș, Muntenia, România.